# 丸山薫賞
丸山薫賞（まるやまかおるしょう）は、愛知県豊橋市が主催する現代詩の文学賞。日本近代詩史に多大な貢献をした豊橋市ゆかりの詩人丸山薫の業績を永く顕彰するために制定され、毎年優れた現代詩の詩集にこの賞が贈られている。
賞の選考は、前年4月から当年の3月までに刊行された詩集を対象とし、市長が現代詩に関し卓越した見識を有する者に選者を委嘱して行われる。9月頃に結果が発表され、10月頃に授賞式が行われる。
2023年、第30回の候補作（9作品）がすべて女性の詩集となり、初めてのことと思われる。

## 選考委員
- 第15回：伊藤桂一・菊田守・なんばみちこ・秋谷豊
- 第16回：伊藤桂一・菊田守・なんばみちこ・宮城谷昌光
- 第17回 - ：伊藤桂一・菊田守・なんばみちこ・八木幹夫・辻井喬
- 第20回：伊藤桂一・菊田守・なんばみちこ・八木幹夫
- 第21回：菊田守・新藤凉子・高橋順子・八木忠栄・八木幹夫
- 第25回：菊田守、新藤凉子、高橋順子、八木忠栄、八木幹夫
- 第26回：以倉紘平、新藤凉子、高橋順子、八木忠栄、八木幹夫
- 第27回：以倉紘平、新藤凉子、高橋順子、八木忠栄、八木幹夫
- 第30回：以倉紘平、高階杞一、高橋順子、中本道代、八木幹夫[4]
- 第31回：高階杞一、高橋順子、中本道代、細見和之、八木幹夫[5]

## 受賞作
| 回（年度）         | 受賞者       | 受賞作                                                                     |
| ------------------ | ------------ | -------------------------------------------------------------------------- |
| 第1回（1994年度）  | 菊田守       | 『かなかな』（花神社）                                                     |
| 第2回（1995年度）  | 秋谷豊       | 『詩集 時代の明け方』（地球社）                                            |
| 第3回（1996年度）  | 中江俊夫     | 『梨のつぶての』（ミッドナイト・プレス）                                   |
| 第4回（1997年度）  | 香川紘子     | 『詩集 DNAのパスポート』（あざみ書房）                                     |
| 第5回（1998年度）  | 鈴木亨       | 『火の家』（花神社）                                                       |
| 第6回（1999年度）  | なんばみちこ | 『イキ』（土曜美術社出版販売）                                             |
| 第7回（2000年度）  | 小山正孝     | 『詩集 十二月感泣集』（潮流社）                                            |
| 第8回（2001年度）  | 菊地隆三     | 『夕焼け 小焼け』（書肆山田）                                              |
| 第9回（2002年度）  | 鎗田清太郎   | 『思い川の馬』（書肆青樹社）                                               |
| 第10回（2003年度） | 三谷晃一     | 『詩集 河口まで』（宇宙塵詩社）                                            |
| 第11回（2004年度） | 槇さわ子     | 『詩集 祝祭』（ふらんす堂）                                                |
| 第12回（2005年度） | 柏木義雄     | 『客地黄落』（思潮社）                                                     |
| 第13回（2006年度） | 山本博通     | 『パゴダツリーに降る雨』（書肆山田）                                       |
| 第14回（2007年度） | 新藤凉子     | 『薔薇色のカモメ』（思潮社）                                               |
| 第15回（2008年度） | 新川和江     | 『記憶する水』（思潮社）                                                   |
| 第16回（2009年度） | 木村迪夫     | 『光る朝』（書肆山田）                                                     |
| 第17回（2010年度） | 以倉紘平     | 『フィリップ・マーロウの拳銃』（沖積舎）                                   |
| 第18回（2011年度） | 山本みち子   | 『詩集 夕焼け買い』（土曜美術社出版販売）                                  |
| 第19回（2012年度） | 北畑光男     | 『北の蜻蛉』（花神社）                                                     |
| 第20回（2013年度） | 暮尾淳       | 『詩集 地球の上で』（青娥書房）                                            |
| 第21回（2014年度） | 高階杞一     | 『千鶴さんの脚』（澪標）                                                   |
| 第22回（2015年度） | 細田傳造     | 『水たまり』（書肆山田）                                                   |
| 第23回（2016年度） | 金井雄二     | 『朝起きてぼくは』（思潮社）                                               |
| 第24回（2017年度） | 井川博年     | 『夢去りぬ』（思潮社）                                                     |
| 第25回（2018年度） | 浜田優       | 『哀歌とバラッド』（思潮社）                                               |
| 第26回（2019年度） | 清水哲男     | 『換気扇の下の小さな椅子で』（書肆山田）                                   |
| 第27回（2020年度） | 相沢正一郎   | 『パウル・クレーの〈忘れっぽい天使〉を だいどころの壁にかけた』（書肆山田) |
| 第28回（2021年度） | 山本かずこ   | 『恰も魂あるものの如く』（ミッドナイト・プレス)                            |
| 第29回（2022年度） | 阿部はるみ   | 『からすのえんどう』 （書肆山田）                                          |
| 第30回（2023年度） | 桑田今日子   | 『ヘビと隊長』（詩遊社）                                                   |
| 第31回（2024年度） | 伊藤悠子     | 『白い着物の子どもたち』（書肆子午線）                                     |